# Tineke Hidding
Jantien Johanna Alida (Tineke) Hidding (Deventer, 28 juli 1959) is een voormalige Nederlandse atlete, die gespecialiseerd was in de meerkamp. Naast een sterk meerkampster was ze ook succesvol op het verspringen en hordelopen. Ze nam voor Nederland tweemaal deel aan de Olympische Spelen.

## Biografie

### Begonnen op moeders verjaardag
Hidding meldde zich als negenjarig meisje aan bij de Deventer atletiekvereniging Daventria, op haar moeders verjaardag ("dat zal ik nooit vergeten"). Ze vond alle disciplines die ze van A-pupil tot C-junior kreeg voorgeschoteld, leuk. Al was het behelpen. Tineke: "Daar heb ik als kind echt een geweldige tijd gehad. Die vereniging, allemaal hele leuke mensen. Terwijl er natuurlijk niks was, hè. Ik ging bijvoorbeeld krachttraining doen in een verwarmingsketelhalletje. Het was er bloedheet, met een cementen vloertje en een paar van die gewichten. Absurd, als je er nu aan terugdenkt. Maar zo ben ik begonnen. Je kroop onder het hek door bij de atletiekclub om te trainen. Dan heb ik het dus over een sintelbaan. Ik heb heel lang op sintelbanen getraind."

### In het geheim trainen op Papendal
Kunststofbanen waren in de jaren zestig in Nederland een onbekend fenomeen. Nadat in 1971 op Papendal de allereerste kunststofbaan was geopend, ging Tineke Hidding bij haar vader achter op de bromfiets helemaal van Deventer naar Arnhem om naar die baan te kijken. Toen ze achttien was en beschikking had over een eigen auto, zou ze er vaak in het geheim trainen. In die periode was zij voornamelijk op zichzelf aangewezen, want haar toenmalige jeugdtrainer, Arend Karenbeld, was vanwege zijn werkzaamheden inmiddels naar Groningen verhuisd, al ging ze in de vakantieperiodes nog weleens bij hem trainen. Zelf vindt ze, dat dit voor haar niet zo’n gunstige periode is geweest, omdat ze een type was dat per training iets wilde bereiken. "Als ik voor een training dacht: ik wil die afstand springen, dan ging ik pas naar huis als ik dat gesprongen had."
Desondanks verzamelde Hidding vanaf haar vijftiende acht jeugdtitels, waaronder als zeventienjarige haar eerste vijfkamptitel. Twee jaar later werd zij op diezelfde vijfkamp voor het eerst kampioene bij de senioren. Hierdoor werd ze geselecteerd voor de centrale trainingen, waar ze in contact kwam met Wil Westphal, die toen bondstrainer was.

### Van Deventer naar Alkmaar
Na haar middelbareschooltijd ging Hidding bij een uitgeverij werken. "Heel kort maar, want ik dacht: ik wil eigenlijk topsporter worden. Toen heb ik ervoor gekozen om naar Alkmaar te verhuizen en bij Westphal te gaan trainen", vertelt ze. "Ik was 22 en heb me vanaf toen echt helemaal fulltime met mijn sport beziggehouden." De eerste tijd woonde ze in een zomerhuisje, later kreeg ze een woning toegewezen in Alkmaar. En met de ondersteuning die zij vanaf haar 23-ste kreeg van NOC*NSF, kon ze zichzelf vrij snel redelijk bedruipen. Het was het begin van een uiterst succesvolle periode.

### Eerste nationale records
In 1981 werd bij de vrouwen de zevenkamp ingevoerd, de opvolger van de tot dan gangbare vijfkamp. Nadat meervoudig meerkampkampioene Sylvia Barlag op dit nieuwe onderdeel eind mei in Roosendaal de eerste nationale titel had gegrepen en met een totaal van 5778 punten het eerste nationale record had gevestigd, toonde Hidding nog geen maand later aan, dat zij zich in deze nieuwe meerkampvorm goed thuis voelde. Tijdens een meerkampinterland tegen Italië en Denemarken kwam zij in Forlì tot 5842 punten, ruim 60 punten meer dan de score van Barlag. Het was al haar tweede nationale record dat jaar, want tijdens het indoorseizoen had zij in januari ook het indoorrecord op de vijfkamp, met voor het eerst de 800 m in plaats van de tot dan toe gebruikelijke 600 m, op 4300 punten gesteld, ruim boven de door de KNAU gestelde recordlimiet.

### Veelbelovend EK-debuut
In 1982 kwam Tineke Hidding op de zevenkamp echter pas goed op dreef. Eerst verbeterde zij tijdens de Hypo-Meeting in het Oostenrijkse Götzis haar eigen nationale record door dit met een totaal van 5907 punten als eerste Nederlandse boven de 5900 punten uit te tillen, om daar vervolgens half augustus in Veldhoven nog eens 25 punten aan toe te voegen. Die prestaties boden intussen zoveel perspectief, dat de KNAU besloot om de zich snel verbeterende meerkampster uit te zenden naar de Europese kampioenschappen in Athene in september. Het bleek een goede zet. In Athene steeg Hidding boven zichzelf uit. Hoewel zij kansloos was voor het gevecht om de medailles, was haar negende plaats in het eindklassement en een nationale recordscore van 6016 punten, alweer haar derde dat jaar op de zevenkamp, waarmee tevens was voldaan aan de limiet voor de wereldkampioenschappen van 1983, een veelbelovende prestatie voor de op internationaal niveau debuterende Nederlandse.

### Deelname aan eerste WK ooit
In 1983, het jaar van de eerste wereldkampioenschappen ooit, zette Tineke Hidding de eerder ingezette stijgende meerkamplijn voort. Aan het begin van het baanseizoen verbeterde zij zich voor het tweede achtereenvolgende jaar tijdens de Hypo-Meeting in Götzis. Ditmaal kwam zij er op de zevenkamp tot 6031 punten, alweer ruim 120 punten meer dan het jaar ervoor en dus ook weer een nationaal record. Vervolgens eindigde zij op de WK 1983 in Helsinki op de zevenkamp op een achtste plek met 6155 punten, haar zesde en – naar later zou blijken - laatste verbetering van het nationale record. In goed twee jaar had zij de beste Nederlandse score ooit met meer dan 300 punten opgeschroefd. Bovendien had Hidding inmiddels wel voldoende aangetoond, dat zij in staat was om op het juiste moment te pieken.

### Zevende op OS 1984
Op een achtste plaats in Helsinki volgde op de Olympische Spelen van Los Angeles in 1984 zelfs een zevende. Hoewel zij in haar totaalscore iets achterbleef op die van Helsinki het jaar ervoor, was dit misschien wel haar beste internationale prestatie. Ze kampte op dat moment al enkele jaren met een blessure in haar bovenarm, waardoor deze van tijd tot tijd uit de kom schoot. Het speelde haar parten bij het speerwerpen. Bovendien was ze in Los Angeles, na een snelle 100 m horden in 13,70 s, bij het hoogspringen door haar voet gegaan, waardoor zij op dit nummer bleef steken op 1,74 m. Die voet bezorgde haar verder nadeel bij het speerwerpen en stond vervolgens ook een optimale prestatie bij het verspringen in de weg. Hierop kwam zij nu tot 6,35, terwijl er meer in had gezeten. Een afsluitende 800 m in 2.12,84 bezorgde haar een uiteindelijk puntentotaal van 6147 punten. "Als alles volgens verwachting was gegaan had ze 150 punten meer gescoord", aldus haar trainer Wil Westphal. Waarmee ze niet zevende, maar vierde zou zijn geworden.
Tineke Hidding verzamelde gedurende haar atletiekloopbaan niet minder dan 29 nationale titels en verbeterde in de periode van 1981 tot 1983 in totaal tien Nederlandse records. Het nationale record bij het verspringen had zij met 6,61 gedurende zeven jaar in handen en op de indoor-vijfkamp was zij zelfs twintig jaar onafgebroken recordhoudster, totdat Karin Ruckstuhl haar haar laatste record op dit onderdeel, dat zij in 1990 op 4572 punten had gesteld, in 2004 afhandig maakte.

## Nederlandse kampioenschappen
Outdoor
| Onderdeel    | Jaar                               |
| ------------ | ---------------------------------- |
| 100 m horden | 1979, 1980, 1984, 1986             |
| verspringen  | 1980, 1984, 1985                   |
| vijfkamp     | 1978                               |
| zevenkamp    | 1982, 1984, 1986, 1987, 1989, 1990 |

Indoor
| Onderdeel   | Jaar                                                 |
| ----------- | ---------------------------------------------------- |
| 60 m horden | 1980, 1981, 1990                                     |
| verspringen | 1980, 1989, 1990                                     |
| vijfkamp    | 1980, 1981, 1983, 1984, 1986, 1987, 1988, 1989, 1990 |

## Records

### Persoonlijke records
Outdoor
| Onderdeel    | Prestatie      | Datum            | Plaats     |
| ------------ | -------------- | ---------------- | ---------- |
| 100 m        | 12,12 s        | 14 augustus 1988 | Hengelo    |
| 200 m        | 23,87 s        | 24 mei 1987      | Götzis     |
| 800 m        | 2.10,94        | 22 mei 1988      | Eindhoven  |
| 100 m horden | 13,44 s        | 23 juli 1988     | Roosendaal |
| verspringen  | 6,61 m (ex-NR) | 23 juli 1988     | Roosendaal |
| zevenkamp    | 6176 p         | 22 mei 1988      | Eindhoven  |

Indoor
| Onderdeel    | Prestatie | Datum            | Plaats   |
| ------------ | --------- | ---------------- | -------- |
| 60 m         | 7,57 s    | 4 februari 1989  | Den Haag |
| 60 m horden  | 8,34 s    | 21 februari 1988 | Den Haag |
| hoogspringen | 1,79 m    | 25 januari 1981  | Zwolle   |
| verspringen  | 6,54 m    | 17 februari 1990 | Den Haag |
| kogelstoten  | 14,60 m   | 14 januari 1989  | Zwolle   |
| vijfkamp     | 4574 p *  | 14 januari 1989  | Zwolle   |

* Dit puntentotaal is nooit als Nederlands record erkend, omdat de rondbaan in Zwolle destijds niet aan de vereiste lengtebepaling voldeed.

### Nederlandse records
Outdoor
| Onderdeel   | Prestatie | Datum               | Plaats     |
| ----------- | --------- | ------------------- | ---------- |
| verspringen | 6,61 m    | 23 juli 1988        | Roosendaal |
| zevenkamp   | 5842 p    | 20/21 juni 1981     | Forlì      |
|             | 5907 p    | 22/23 mei 1982      | Götzis     |
|             | 5932 p    | 14/15 augustus 1982 | Veldhoven  |
|             | 6016 p    | 9/10 september 1982 | Athene     |
|             | 6031 p    | 28/29 mei 1983      | Götzis     |
|             | 6155 p    | 8/9 augustus 1983   | Helsinki   |

Indoor
| Onderdeel | Prestatie          | Datum              | Plaats |
| --------- | ------------------ | ------------------ | ------ |
| vijfkamp  | 4300 p             | 24 januari 1981    | Zwolle |
|           | 4484 p (4382 p NT) | 21/22 januari 1984 | Zwolle |
|           | 4572 p             | 20 januari 1990    | Zwolle |

## Prestaties
| Jaar | Wedstrijd | Plaats      | Resultaat | Extra       |
| ---- | --------- | ----------- | --------- | ----------- |
| 1982 | EK        | Athene      | 9e        | zevenkamp   |
| 1983 | WK        | Helsinki    | 8e        | zevenkamp   |
| 1984 | OS        | Los Angeles | 7e        | zevenkamp   |
| 1986 | EK        | Stuttgart   | 11e       | zevenkamp   |
| 1987 | WK        | Rome        | 13e       | zevenkamp   |
| 1988 | OS        | Seoel       | DNF       | zevenkamp   |
| 1989 | EK indoor | Den Haag    | 7e        | verspringen |

## Onderscheidingen
- KNAU atlete van het jaar: 1983